# Aplonis feadensis
El estornino de los atolones (Aplonis feadensis) es una especie de ave paseriforme de la familia Sturnidae endémica de Papúa Nueva Guinea.

## Descripción
El estornino de los atolones mide alrededor de 20 cm de largo. El plumaje de los adultos es enteramente negro brillante, que contrasta con sus ojos de color amarillo intenso. Los juveniles presentan cierto escamado claro en las partes inferiores y sus ojos son de un tono más apagado.

## Distribución y hábitat
Se encuentra únicamente en los atolones situados entre las islas Bismarck y las Salomón. Su limitada área de distribución lo hace vulnerable a la pérdida de hábitat, ya sea por la desforestación o los ciclones, y también está amenazado por las especies invasoras.

## Comportamiento
Es un ave principalmente frugívora, que suele buscar alimento por parejas en las copas de los árboles.
Anida en los huecos de los árboles y las palmeras.

## Taxonomía
Se reconocen dos subespecies, según un orden filogenético de la lista del Congreso Ornitológico Internacional:
- A. f. heureka Meise, 1929 - en las islas Ninigo y Hermit en el archipiélago Bismarck
- A. f. feadensis (Ramsay, EP, 1882) - en el atolón Ontong Java de las Islas Salomón y en las islas Nissan y Nguria junto a Nueva Guinea)